# Compressione del livello audio
Nell'elaborazione dei segnali audio, la compressione del livello audio (indicato anche come compressione dinamica, o  compressione dell'intervallo dinamico) è il processo che modifica dinamicamente il livello del segnale audio per la compressione, l'espansione, la limitazione, la riduzione del rumore di fondo (o noise-gating). La compressione consente di migliorare la riproduzione del segnale adattandola al canale trasmissivo o al dispositivo di riproduzione, specie se a dinamica limitata; eliminando o riducendo disturbi ambientali dovuti per esempio a molti microfoni aperti, o sopprimendo fastidiose sonorità sibilanti nel voce. Il ricorso alla compressione avviene anche per esigenze artistiche per effetti audio basati sulla regolazione della dinamica del segnale. 

## Descrizione generale
La compressione è utilizzata durante la registrazione in studio, oppure in applicazioni come rinforzo del segnale dal vivo, o ancora in trasmissione radiofonica al fine di ottimizzare il livello del segnale sonoro, in modo che esso venga percepito al meglio, qualunque sia il sistema di riproduzione in uso. Si tratta di un sistema utilizzato per ridurre l'escursione dinamica di un segnale: tale intervento può incidere sulla fedeltà del suono.
La compressione viene attuata tramite un apparecchio elettronico che realizza un controllo automatico del livello di un segnale audio, con lo scopo di ridurlo. In origine esso è nato per modificare i segnali in uscita da microfoni e trasmettitori audio, al fine di evitare eventuali distorsioni d'ampiezza che potrebbero verificarsi durante la ripresa e che impoverirebbero significativamente la qualità. Un caso particolare di compressione è il limiter (limitatore), che comprime in modo estremamente veloce e garantisce l'abbattimento del livello in caso di picchi.
Il compressore appartiene alla famiglia dei cosiddetti processori della dinamica: si distinguono in questa l'espansore, che esegue la funzione inversa (ovvero aumentare l'intervallo dinamico) e il gate, suo caso particolare.

## Principio tecnico

Relazione tra il livello di ingresso e il livello di uscita nella downward compression. Sopra la soglia(threshold) il guadagno è inferiore; si otterrà perciò una riduzione del livello.

Relazione tra livello di ingresso e uscita nella upward compression.

La compressione agisce tramite un'operazione di controllo automatico selettivo del volume che tende a ridurre l'intervallo dinamico del segnale audio per renderlo compatibile con le limitazioni tecniche delle apparecchiature specifiche e per migliorare l'udibilità in ambienti rumorosi. I suoni più forti che superano una certa soglia vengono ridotti di volume, mentre i suoni deboli non vengono modificati: tale processo è conosciuto come "compressione verso il basso" (downward compression). Specularmente, un intervento che amplifichi i segnali che giungono deboli all'ingresso e non intervenga su quelli che abbiano già un livello elevato è chiamato "compressione verso l'alto" (upward compression). La compressione viene utilizzata per rendere più tollerabili sia le parti forti sia quelle più deboli con uno stesso volume d'ascolto, a differenza di un'amplificazione o un'attenuazione linearmente uniformi su tutto l'intervallo dinamico che porterebbero o a rendere eccessivi i livelli più forti o a rendere inaudibili i livelli più deboli.
Un compressore riduce l'intervallo dinamico di un segnale audio se la sua ampiezza supera una certa soglia. L'ammontare della riduzione di guadagno è determinata dal fattore di compressione (ratio). Per esempio, con un fattore di 4:1, un valore efficace del segnale in entrata 4 dB sopra la soglia produrrà un livello del segnale in uscita di 1 dB sopra la soglia, con una riduzione del livello di uscita pari a 3 dB. Come ulteriore esempio, un valore di 8 dB sopra la soglia genererà un segnale d'uscita di 2 dB oltre la soglia.
Questo comportamento è da confrontare con il processo complementare di espansione del livello audio, che aumenta l'intervallo dinamico di un segnale se la sua ampiezza scende sotto una certa soglia.
Un esempio più specifico per un fattore di compressione (ratio) di 4:1:
Soglia = -10 dB
Ingresso = -6 dB (4 dB sopra la soglia)
Uscita = -9 dB (1 dB sopra la soglia)
Un compressore deve essere dotato di altri circuiti: un rivelatore analizza il segnale audio da trattare e produce il cosiddetto side chain, o segnale di controllo, che andrà ad agire sul circuito di controllo del livello.
Nella pratica sono comunemente usate tecniche di processamento di segnale digitale (DSP) per implementare la compressione attraverso editor audio digitali o workstation dedicate.

## Funzionamento
Per modificare la dinamica del segnale audio in ingresso si usa un amplificatore il cui guadagno è inversamente proporzionale all'ampiezza del segnale in ingresso.
È possibile classificare i sistemi di compressione in base alla tecnologia impiegata per ottenere la riduzione del guadagno. Sono individuabili almeno 5 possibili tipologie:
- compressori a VCA.
- compressori a JFET.
- opto-compressori.
- compressori a mu variabile.
- compressori a diodi.

## Compressori a VCA
Il compressore a VCA (voltage controlled amplifier) si basa su un amplificatore controllato in tensione. In questo caso si fa uso di un componente attivo che è appositamente costruito per questo scopo: presenta cioè un ingresso in tensione che agisce intrinsecamente sul guadagno del sistema. Tale soluzione consente di ottenere un funzionamento più trasparente, nel quale i parametri caratteristici (attacco, rilascio ecc...) non dipendono dalla particolare tecnologia impiegata per ottenere la riduzione di guadagno. I primi compressori a VCA sono stati ideati dall'azienda DBX (per esempio, il modello DBX160/165); fra i più popolari sono da citare l'API 2500 e l'SSL G-Series Bus (Glue) Compressor.

## Compressori a JFET
Normalmente il circuito è costituito da una cella di attenuazione seguita da un normale amplificatore. Il transistor a giunzione a effetto di campo può funzionare come un resistore variabile; esso viene inserito nella cella e pilotato in modo da aumentare l'attenuazione di ingresso, e ottenere quindi la riduzione di volume desiderata. In questo caso il guadagno dell'amplificatore non viene in realtà alterato. Un esempio realizzativo è l'UREI 1176.

## Opto-compressori
Questi sistemi sfruttano un elemento semiconduttore sensibile alla luce (fotoresistenza). Anche in questo caso il componente è inserito in una cella di attenuazione. L'illuminazione del componente provoca una consistente variazione della resistenza elettrica, e quindi un effetto simile al caso precedente. Il comportamento di tali sistemi consente di ottenere risultati sonori più piacevoli all'ascolto: tali effetti dipendono dalla relativa lentezza di risposta dei componenti optoelettronici. Appartengono a questa tecnologia i modelli Teletronix La2 e Tube-Tech cl1B.

## Compressori a mu variabile
La compressione sfrutta il fenomeno per cui il guadagno intrinseco {\displaystyle \mu } di una valvola non è rigorosamente costante, essendo in parte funzione della corrente di polarizzazione. Tramite un sistema automatico è possibile alterare questo parametro, ottenendo la riduzione di guadagno dell'amplificatore. Questo tipo di sistema è stato il primo ad essere introdotto. Esempi di questa tecnologia sono i modelli ALTEC 436, GATES STA level, FairChild 670 ed il Manley Stereo Variable Mu Limiter Compressor.

## Compressori a diodi
Questa soluzione sfrutta la conduzione asimmetrica di un diodo a semiconduttore. Il diodo viene polarizzato in modo che normalmente non sia in conduzione. Una volta superata la soglia il diodo cambia stato e inizia a condurre, modificando il guadagno dell'amplificatore. Tale strategia viene usata principalmente nei limitatori, a causa dell'estrema velocità di intervento. Es.: Zener TG12413.

## Caratteristiche del compressore

### Soglia

Diversi fattori di compressione

La soglia (threshold) è il livello sopra il quale il segnale viene ridotto. Viene comunemente impostato in dB, dove un valore basso (ad esempio -60 dB) farà in modo che venga trattata una porzione più ampia del segnale (in contrasto con un valore più alto della soglia, come ad esempio -5 dB).

### Rapporto di compressione
Il rapporto di compressione (ratio) determina il rapporto ingresso/uscita per i segnali sopra la soglia. Per esempio, con un rapporto 4:1, un segnale che supera la soglia di 4 dB uscirà dal compressore a 1 dB sopra la soglia. Il valore limite {\displaystyle \infty }:1 è comunemente ottenuto utilizzando un rapporto reale di 60:1, cosicché ogni segnale sopra la soglia sia abbassato al livello della soglia stessa (se si esclude il breve periodo che segue un repentino aumento, noto come attacco, dell'ampiezza del segnale d'ingresso). Un compressore operante con rapporti superiori a 15:1 si comporta, di fatto, come un limitatore.

### Attacco e rilascio

Le fasi di attacco e rilascio

Un compressore può permettere di intervenire sulla rapidità di reazione alle variazioni del segnale d'ingresso. Il tempo impiegato dal compressore a ridurre il guadagno fino a raggiungere il livello indicato dal rapporto di compressione è chiamato attacco. Il tempo di rilascio, al contrario, corrisponde alla fase in cui il compressore aumenta il guadagno in modo da raggiungere il livello indicato dal fattore di compressione (o a 0 dB, una volta che il segnale d'ingresso è sceso sotto la soglia). La lunghezza di entrambe le fasi è determinata dall'entità del cambiamento nel segnale d'ingresso e dalla corrispondente modifica del guadagno. Per rendere la regolazione più intuitiva, i controlli di attacco e rilascio sono spesso tarati in unità di tempo (normalmente millisecondi). Questo è il tempo che verrà impiegato dal guadagno per crescere o diminuire di un certo numero di dB, fissato dal costruttore e spesso pari a 10 dB. Per esempio, se le costanti di tempo fanno riferimento a 10 dB e il tempo di attacco è impostato a 1 ms, ci vorrà 1 ms affinché il guadagno diminuisca di 10 dB e 2 ms affinché si riduca di 20 dB. In molti compressori i tempi di attacco e rilascio sono regolabili dall'utente; alcuni compressori, tuttavia, hanno tempi di attacco e rilascio determinati dalle caratteristiche di progetto e non possono essere regolati. Qualche volta i tempi sono automatici oppure programmabili, cioè dipendono dal segnale di ingresso. Il carattere del segnale in uscita risulterà modificato in modo più o meno evidente in base alle impostazioni che di volta in volta vengono selezionate.

### Curva di compressione

Compressione con curva dolce o dura

Tramite questo controllo è possibile decidere quanto "smussato" debba diventare l'angolo della curva di risposta. Un passaggio dolce (soft knee) permette di aumentare gradualmente il livello di compressione (proprio mentre il segnale di ingresso aumenta) fino a raggiungere il valore prefissato, e produce risultati naturali. Una curva dolce riduce l'effetto sonoro causato dal passaggio tra lo stato "normale" e lo stato "compresso" del segnale; questa caratteristica risulta utile specialmente per variazioni di guadagno più pronunciate.

### Compensazione del guadagno
Dato che la compressione si traduce in una perdita di guadagno, è solitamente presente un controllo che consente di aggiungere una quota fissa di volume al segnale di uscita. Ciò permette di sopperire alla perdita del livello sonoro complessivo.
Grazie a questo la compressione ha l'effetto di potenziare i passaggi più leggeri (che hanno volume più basso) all'interno di un brano, in modo tale che alla fine l'estensione dinamica risulterà schiacciata; In altre parole, se si guarda all'effetto netto i suoni forti risulteranno indeboliti, mentre quelli deboli potenziati.

## Stereo Linking
Nella pratica è comune l'utilizzo di compressori stereofonici, tipicamente dotati di due canali (destro e sinistro). In tali applicazioni è richiesto che il sistema produca gli stessi effetti in modo sincrono per ambedue i canali, ma senza compromettere l'immagine stereofonica del brano; in questi casi non è possibile comprimere individualmente le tracce, dal momento che il comportamento del sistema dipende proprio dal segnale che si vuole comprimere. Il rischio è quello di provocare alterazioni alla fase (phase shifting): l'effetto è maggiormente evidenziabile quando l'elemento sonoro più forte è presente alle estremità dell'immagine (cioè è tutto a sinistra o tutto a destra). Lo stereo linking può essere ottenuto in due modi:
1. il segnale di side-chain viene ottenuto sommando i segnali destro e sinistro; in questo caso si fa funzionare solo uno dei due circuiti di controllo, che agisce però su entrambi i canali.
2. i segnali di side-chain vengono elaborati separatamente, ma ai canali viene applicata la riduzione del guadagno maggiore tra le due. Questa alternativa è più complessa, ma consente di impostare modalità di compressione (ad esempio tempi di attacco o rilascio) differenti tra un canale e l'altro mantenendo la sincronia.

## Side-chain
Il side-chain è il circuito di controllo che gestisce il lavoro di compressione/limiting; per estensione il termine è usato anche per indicare il segnale prodotto dal circuito stesso. Esso è necessario per modificare il livello della compressione e, quasi sempre, è un segnale in tensione ricavato dallo stesso segnale che si vuole comprimere.

### Side-chain Processing
Essendo un segnale di controllo, può essere ulteriormente processato con equalizzatori o amplificatori al fine di generare un segnale che pilota il compressore/limiter in modo differente dal segnale originale da cui deriva. Uno dei problemi tipici della compressione è il contenuto energetico di basse frequenze che attiva più facilmente la compressione, provocando improvvise riduzione del livello che possono essere molto artificiali. Applicando per esempio un filtro HPF al side-chain, è possibile rimuovere le basse frequenze, che non attiveranno più la compressione essendo assenti nel segnale di controllo, e produrre una compressione più naturale. Da notare che un side-chain equalizzato o processato è sempre indipendente dal segnale che si va a comprimere. Pertanto, anche se il side chain ha un filtro HPF attivato, tutto il segnale audio subirà un processo di compressione seguendo le indicazioni del side chain. I compressori dispongono spesso di un ingresso di side-chain esterno, che si sostituisce a quello interno del compressore. Non può esistere compressione se non esiste un segnale di side-chain, proprio perché i metodi di compressione richiedono sempre un segnale di controllo per definire la quantità di riduzione del livello da applicare al segnale audio originale. Il side-chain è quindi sempre necessario al compressore/limiter o, comunque, in qualsiasi caso sia prevista una modifica del livello di un segnale in automatico (de-esser, expander, gate).

## Applicazioni

### De-esser
Seguendo il principio dell'equalizzazione del sidechain, è nato assieme al compressore anche il de-esser, che è un compressore con un sidechain il cui segnale è equalizzato per abbattere l'incidenza delle consonanti sibilanti. Il compressore entra in funzione sul segnale audio tutte le volte che tali consonanti (la consonante "s" oppure "z", per esempio) sono rilevate dai circuiti di detector del compressore/limiter; l'effetto risultante è la limitazione dei picchi dovuti alle "s".

### Compressione nella musica elettronica
L'uso artificiale del side chain è stato impiegato per scopi creativi nella musica dance. In questo caso il segnale di sidechain è prelevato da una cassa elettronica o da un basso e applicato a un compressore, il cui segnale audio è completamente diverso. Accade quindi che tutte le volte che la cassa o il basso appaiono nel sidechain, il compressore ridurrà automaticamente il livello della traccia audio a cui è applicato, creando un effetto particolare dove la cassa e il basso sono esaltati, creando dei movimenti ritmici e sincroni alla cassa e al basso su tracce audio diverse, come pad, fiati, e cantato.

De-esser a banda larga
De-esser multibanda
De-esser correzione dinamica

## Tipico impiego
Un compressore si usa, nella pratica, al fine di ottenere i seguenti obiettivi:
1. ridurre l'escursione della dinamica del materiale sorgente, in modo tale da permetterne la registrazione su un supporto che ha proprietà dinamiche inferiori rispetto al segnale originale;
2. modificare deliberatamente il carattere sonoro dello strumento musicale che viene processato.

Ad esempio, per ottenere una riduzione della dinamica (priva di conseguenze troppo evidenti) si può scegliere una soglia relativamente alta e un rapporto di compressione basso in modo tale che il materiale sorgente risulti lievemente compresso per la maggior parte del tempo.
Per attenuare invece la risposta di un rullante si sceglie un tempo di attacco medio, un tempo di rilascio moderatamente rapido in combinazione con una soglia bassa. Per accentuarla invece si deve scegliere un attacco più lento, per non intaccare il transitorio iniziale. È relativamente semplice ottenere buoni risultati una volta acquisite basilari nozioni di acustica.
Il compressore per chitarra è un effetto tra i più usati in svariati generi, tra cui il metal e il rock, ma soprattutto il blues e il funky.
Questo effetto comprime il segnale sonoro in una banda più stretta (regolabile attraverso un potenziometro). Il risultato che si ottiene è un segnale in uscita tutto allo stesso volume, particolarmente adatto per i riff puliti del funky. Il compressore ha anche la funzione di rendere più intelligibili i soli senza aumentare troppo la distorsione, ma questo causa spesso fastidiosi rumori di fondo.

## Compressione parallela
Una tecnica attualmente utilizzata consiste nel sommare un segnale con la sua versione compressa. Tale processing è conosciuto come compressione parallela, ed è una forma di upward compression (compressione verso l'alto).
Il procedimento consente di acquisire un controllo della dinamica senza incorrere in significativi effetti collaterali, a patto che il rapporto di compressione sia basso e il compressore abbia un timbro il più possibile neutro. D'altra parte la compressione con rapporti spinti o con evidenti artefatti è utilizzata a scopo artistico da molti tecnici del suono in studio o in concerto; tale tecnica è chiamata New York compression o Motown compression.
La combinazione di un segnale con lo stesso segnale compresso, mantenendo basso il livello di uscita di quest'ultimo permette di ottenere un incremento dei dettagli senza la riduzione del picco, dal momento che il compressore aggiungerà soltanto le componenti più deboli. Questo spesso consente di ottenere benefici quando si comprimono contenuti ricchi di transienti, dal momento che le componenti forti non vengono intaccate. Ovviamente il prezzo da pagare è una riduzione della gamma dinamica complessiva.

## Limitazione

Limitazione confrontata con il clipping.
Notare che mentre il clipping introduce una grande quantità di distorsione il solo limiting ne introduce solo una piccola quantità a patto di tenere il segnale entro la soglia.

Compressione e limitazione (limiting) differiscono per il rapporto di compressione, per la finalità e per l'effetto percepito. Un limiter è un compressore che lavora con un rapporto più alto e con un tempo di attacco il più veloce possibile. Nella pratica molti tecnici del suono considerano sufficiente un rapporto non inferiore a 10:1 (dieci a uno) per ottenere il limiting, benché non ci siano regole prefissate. Gli ingegneri qualche volta distinguono tra soft e hard limiting (limitazione debole o forte) tra le quali esiste solo una differenza di grado. Un limitatore si dice tanto più forte (hard limiting) quanto più è alto il suo ratio e più sono rapidi i tempi di attacco e rilascio.
La brick wall limiting prevede un rapporto di compressione molto alto e un tempo di attacco molto veloce. Idealmente, ciò garantirebbe che un segnale audio non ecceda mai l'ampiezza corrispondente alla soglia. Rapporti che vanno da 20:1 fino all'ipotetico ∞:1 sono considerati "brick wall". Gli effetti sonori che si ottengono da una limitazione di questo tipo, se non strettamente sporadica, sono tipicamente stridenti e fastidiosi, oltre che difficili da ascoltare; perciò è molto più appropriato come dispositivo di sicurezza nei live o nella trasmissione radiofonica che come strumento di creazione del suono, sebbene i limiter degli anni settanta e ottanta abbiano trovato largo impiego per alcuni effetti creativi in fase di mix. Oggi il limiting viene anche utilizzato in fase di mastering per aumentare di alcuni decibel il guadagno sul livello sonoro finale del pezzo, secondo i dettami della loudness war (guerra del volume). Attualmente alcuni prodotti commerciali dell'elettronica di consumo contengono limitatori del livello audio. Ad esempio, Sony usa il sistema Automatic Volume Limiter System (sistema automatico di limitazione del volume, o AVLS), su molti prodotti audio nonché sulla PlayStation Portable.